# Stanovišče
Stanovišče – wieś w Słowenii, w gminie Kobarid. W 2018 roku liczyła 41 mieszkańców.